# Deborah Lifchitz
Pour les articles homonymes, voir Lifchitz.
Deborah Lifchitz (parfois écrit Lifschitz, Lifszyc ou Livchitz; née le 5 juin 1907 à Kharkov et morte en ou après octobre 1942 à Auschwitz) est une ethnologue et linguiste polonaise puis française, spécialiste en particulier des langues éthiosémitiques et des cultures de l'Éthiopie. Elle a notamment travaillé au musée de l'Homme à Paris et a pris part à la mission Dakar-Djibouti entre 1932 et 1933. Elle est déportée à Auschwitz en 1942, où elle est assassinée.

## Biographie
Deborah Lifchitz est née en 1907 dans une famille juive polonaise à Kharkov, ville d’Ukraine, alors partie de l'Empire russe. Son père est dentiste. En 1919, à la suite de la Révolution d'Octobre, sa famille part pour la Crimée puis, en 1920, pour Varsovie dans la République polonaise restaurée. Elle y suit des études secondaires à l'école française où elle obtient son baccalauréat.
En 1927, Deborah Lifchitz quitte la Pologne pour Paris où, outre une formation de bibliothécaire, elle étudie à l'École nationale des langues orientales vivantes. Là, elle obtient des diplômes en arabe littéral et oriental (les deux avec la mention très bien, 1929), en persan (1930) et en amharique (1931, son professeur dans cette dernière langue est Marcel Cohen). En plus, elle obtient en 1931 une licence à la Faculté des lettres de Paris dans les disciplines d'ethnologie, de langues sémitiques anciennes et d'histoire des religions. Ensuite, elle rejoint avec le peintre Gaston-Louis Roux la mission Dakar-Djibouti en Afrique, où elle travaille en particulier sur les juifs éthiopiens (« Falachas »). Après son retour à Paris, Deborah Lifchitz occupe un poste au département Afrique du musée d'Ethnographie du Trocadéro puis, à partir de 1937, au musée de l'Homme.
En 1935, elle part avec Denise Paulme, dans le cadre de la mission du musée d'Ethnographie, à Songa au Soudan français (actuel Mali). Dans le cadre de cette mission, elle rapporte deux pièces dogon actuellement exposées au musée du Louvre et au musée du quai Branly - Jacques-Chirac. Deborah Lifchitz est l'auteure d'un livre et de plusieurs articles, qui sont encore considérés comme des jalons dans la recherche sur les langues éthiopiennes. Après des études supérieures auprès de Marcel Cohen, elle obtient en 1937 le diplôme de la section historico-philologique de l'École pratique des hautes études (EPHE). Son mémoire intitulé Textes éthiopiens magico-religieux, l'ouvrage principal de Lifchitz, est publiée dans la série monographique de l'Institut d'ethnologie de Paris dirigée par Marcel Mauss et Paul Rivet en 1940.
Elle sollicite en 1931 la nationalité française, qui lui est accordée en 1937 à la suite d'une pétition de plusieurs collègues scientifiques importants.
L'hôtel où elle résidait ayant fermé, elle s'installe en novembre 1939 dans le bureau de Denise Paulme au musée de l'Homme. Lorsque les nazis entrent à Paris, Deborah Lifchitz reste dans la capitale et se déclare comme « juive » en 1941. Contrainte de quitter son refuge du musée de l'Homme par une descente de police le 11 février 1941, elle est hébergée par ses amis Louise et Michel Leiris dans leur ancien appartement rue Eugène-Poubelle, tout en continuant à se rendre régulièrement à son travail.
Le 21 juillet 1941, Paul Lester, sous-directeur du musée de l'Homme, lui annonce son licenciement en raison des lois racistes de Vichy. Un article du journal collaborationniste Le Pilori, en date du 13 novembre 1941, la dénonce comme continuant encore à travailler au musée « en qualité de “bénévole” ». Le 21 février 1942, la police française vient l'arrêter rue Eugène-Poubelle. Elle est envoyée à la caserne des Tourelles, puis transférée à Drancy le 13 août, avant d'être déportée à Auschwitz par le convoi no 34 en date du 18 septembre 1942. Elle y est assassinée sans doute peu après le 13 octobre, date à laquelle elle écrit encore à sa famille. Selon le témoignage de Marcel Cohen, elle a été gazée.
Au cours de ses études et de son travail au musée de l'Homme, Deborah Lifchitz étudie et collabore avec les anthropologues et spécialistes de l'Afrique à Paris. Parmi eux, Michel Leiris, Wolf Leslau, Marcel Griaule, Marcel Mauss, Marcel Cohen, Paul Boyer, Paul Rivet ou Denise Paulme, avec qui elle a écrit de nombreux articles.